# The Legend of Zelda: Spirit Tracks
The Legend of Zelda: Spirit Tracks (ゼルダの伝説　大地の汽笛, Zeruda no Densetsu Daichi no Kiteki) é um jogo eletrônico de ação e aventura, desenvolvido e publicado pela Nintendo, lançado em 7 de dezembro de 2009 na América do Norte e 23 de dezembro no Japão para o Nintendo DS.
Como seus antecessores The Wind Waker e Phantom Hourglass, Spirit Tracks apresenta um estilo artístico em cel shading. O protagonista Link e a Princesa Zelda viajam através do mundo de Nova Hyrule para impedir o despertar do Rei Demônio Malladus. Os jogadores navegam pelo mundo, completando missões para avançar na história, passando por quebra-cabeças que exigem o uso da tela sensível ao toque do DS. A navegação entre cidades e masmorras é feita usando um trem, que apresenta seu próprio conjunto de mecânicas e quebra-cabeças.
O jogo foi relançado no Virtual Console do Wii U em outubro de 2016.

## Jogabilidade
Tanto The Legend of Zelda: Phantom Hourglass, quanto The Legend of Zelda: Spirit Tracks, ficaram conhecidos por aproveitar o máximo as funções do portátil Nintendo DS, usando a Stylus para quase todas as funções. Para andar deve-se mover a Stylus, na direção pretendida, para atacar é preciso desenhar círculos, linhas ou tocar no inimigo, entre outras funções. As várias ferramentas, como o Boomerang, estão de volta, e dessa vez com itens novos foram incluídos, como o chicote, a "Chave Magica de Areia" e o "Ventilador" que permite afastar fumaça e fazer funcionar outras hélices, soprando o microfone do console.

## História
Cem anos depois dos acontecimentos de The Legend of Zelda: Phantom Hourglass, o descendente de Link se prepara para ser nomeado maquinista de trem pela Princesa Zelda. Logo após a cerimônia, Zelda pede a Link que vá ao seu quarto, pois quer conversar com ele sobre algo muito sério. Chegando lá, Zelda conta a Link que algo ruim está para acontecer, e que eles precisam urgentemente fugir do castelo para chegar até a Torre dos Espíritos. Link e Zelda conseguem fugir do castelo, mas são parados por Cole, o falso conselheiro real e Byrne, seu capanga. Os dois derrotam Link e Cole força o espírito de Zelda a se retirar do corpo, deixando-a vulnerável. Todos apagam e, quando acordam, não veem o corpo de Zelda, Cole e nem Byrne. E então o espírito de Zelda aparece para Link e eles continuam a viagem até a Spirit Tower. Chegando lá, encontram Anjean, guardiã da Torre, que os ajuda na busca de Cole e o corpo de Zelda.

## Personagens
Link: Na maioria dos jogos (como em Spirit Tracks) Link é um jovem garoto de 7 a 12 anos, mas em alguns títulos da série ele é um rapaz de 17 a 19 anos. O objetivo principal de Link normalmente é salvar Hyrule e a Princesa Zelda do antagonista da série Ganondorf, mas em alguns dos jogos sua história é completamente diferente.
Zelda: Apesar de estar no título do jogo, o personagem jogável é Link, que geralmente tem como missão resgatar a própria Zelda do vilão Ganon. Em The Legend of Zelda: Ocarina of Time para o Nintendo 64, em um momento ela se disfarça de Sheik, uma garota sobrevivente dos Sheikahs, uma raça extinta, para tentar fugir das garras do vilão Ganondorf. Zelda aparece já no primeiro jogo da série The Legend of Zelda (NES) onde precisa ser salva por Link. Ela se transformou em uma das personagens femininas mais conhecidas dos videogames: assim como Samus Aran, Peach e Daisy, Zelda faz milhares de fãs em todo mundo. Aparece também em jogos como Super Smash Bros. Melee (Nintendo Game Cube), Super Smash Bros. Brawl (Wii) e Super Smash Bros. for Nintendo 3DS / for Wii U.